# Turkesztáni vadkutya
A turkesztáni vadkutya (Cuon alpinus hesperius) az emlősök (Mammalia) osztályának ragadozók (Carnivora) rendjébe, ezen belül a kutyafélék (Canidae) családjába tartozó ázsiai vadkutya (Cuon alpinus) egyik alfaja.

## Előfordulása
A turkesztáni vadkutya előfordulási területe az Altaj, a Tien-san, és talán a Pamír és Kasmír hegységek. Tibetben és Északnyugat-Kínában is megtalálható. Korábban Szibéria, Mongólia, Kazahsztán, Kirgizisztán és Türkmenisztán nagy részein is előfordult, azonban azokról a helyekről mára talán kihalt.

## Megjelenése
Az alpesi vadkutyánál (Cuon alpinus alpinus) kisebb méretű, azonban a koponyája szélesebb. Az átlagos koponyahossza 18 centiméter. A vastag téli bundája világos szalmaszínű. Fejének teteje és füleinek szélei vöröses-narancssárgák, A tarkója piszkosfehér. A fülektől a lapockákig homokszínű sáv fut. A lábainak külső oldalai is homok-sárgák.

## Életmódja
Főleg a hegyvidéki füves puszták lakója, ahol vadkecskékre és -juhokra, szarvasfélékre és vaddisznókra vadászik.

## Fordítás
- Ez a szócikk részben vagy egészben  a   Tien Shan dhole című angol Wikipédia-szócikk ezen változatának fordításán alapul.  Az eredeti cikk szerkesztőit annak laptörténete sorolja fel. Ez a jelzés csupán a megfogalmazás eredetét és a szerzői jogokat jelzi, nem szolgál a cikkben szereplő információk forrásmegjelöléseként.